# Scott Tolzien
Scott Jefferey Tolzien (Rolling Meadows, 4 settembre 1987) è un ex giocatore di football americano statunitense che ha militato nel ruolo di quarterback nella National Football League (NFL). Non scelto nel Draft NFL 2011, firmò come undrafted free agent con i San Diego Chargers. Nella sua carriera giocò anche per i San Francisco 49ers, i Green Bay Packers e gli Indianapolis Colts. Il 27 novembre 2018 fu scelto dai Birmingham Iron nel primo draft di quarterback della Alliance of American Football (AAF). Al college giocò a football per Wisconsin.

## Carriera professionistica

### San Diego Chargers
Tolzien firmò coi San Diego Chargers dopo non essere stato scelto nel Draft il 26 luglio 2011, disputando tre delle quattro gare della pre-stagione. Il 3 settembre 2011 fu svincolato.

### San Francisco 49ers
I San Francisco 49ers ingaggiarono il giocatore il 4 settembre 2011 per essere il terzo quarterback nelle gerarchie della squadra dietro il titolare Alex Smith e la sua riserva Colin Kaepernick. Rimase con San Francisco anche dopo la pre-stagione 2012, sempre dietro a Smith e Kaepernick, che in seguito divenne il titolare. Il 26 agosto 2013 fu svincolato dai 49ers.

### Green Bay Packers
Tolzien firmò con la squadra di allenamento dei Green Bay Packers il 1º settembre 2013. Dopo che Aaron Rodgers si infortunò a una clavicola  fu promosso tra i 53 uomini del roster attivo. Il 10 novembre 2013, Tolzien entrò poco dopo l'inizio della gara contro i Philadelphia Eagles quando anche la riserva di Rodgers, Seneca Wallace, si infortunò. Nel suo debutto professionistico completò 24 passaggi su 39 tentativi per 280 yard, un touchdown e due intercetti subiti nella sconfitta 27-13. A fine partita, l'allenatore dei Packers Mike McCarthy annunciò che sarebbe partito come titolare nella sfida della settimana successiva contro i New York Giants. Nella prima gara come partente in carriera, Tolzien giocò discretamente in alcuni momenti, completando 24 passaggi su 34 per 339 yard, ma subì anche tre intercetti, tra cui quello decisivo ritornato in touchdown da Jason Pierre-Paul che chiuse definitivamente la gara in favore degli avversari. La gara successiva contro i Minnesota Vikings iniziò bene per il quarterback che segnò uno spettacolare touchdown su una corsa da 6 yard ma, dopo un mediocre prosieguo di partita, fu sostituito nel terzo quarto da Matt Flynn che guidò la squadra alla rimonta fino al pareggio ottenuto nei supplementari. Tre giorni dopo fu annunciato che Flynn sarebbe partito come titolare nella gara del Giorno del Ringraziamento contro i Detroit Lions. Tolzien non tornò più in campo per il resto dell'annata.

### Indianapolis Colts
L'11 marzo 2016, Tolzien firmò con gli Indianapolis Colts. Nella gara del Giorno del Ringraziamento partì come titolare al posto di Andrew Luck, bloccato da una commozione cerebrale, passando un touchdown e subendo due intercetti nella sconfitta con i Pittsburgh Steelers.
Con Luck nuovamente infortunato all'inizio della stagione 2017, Tolzien partì come titolare nella sconfitta del primo turno contro i Los Angeles Rams, mentre la settimana successiva fu sostituito dal nuovo acquisto Jacoby Brissett. Non giocò più per tutta la stagione 2017 e a fine annata non ricevette un'offerta di rinnovo dai Colts, e di conseguenza diventò free agent.

### Birmingham Iron
Il 27 novembre 2018, Tolzien fu scelto nel terzo giro del primo draft di quarterback della Alliance of American Football dai Birmingham Iron.
Ciononostante, Tolzien annunciò il suo ritiro dal football prima dell'inizio del training camp, non giocando così nemmeno un'azione con la squadra.

## Palmarès
- National Football Conference Championship: 1

San Francisco 49ers: 2012